# 両備信用組合
両備信用組合（りょうびしんようくみあい）は、広島県府中市に本店を置く信用協同組合。愛称は「リョーシン」。

## 沿革
- 1952年4月 - 芦品信用組合、甲山信用組合創立
- 1953年8月 - 上下信用組合創立
- 1972年4月 - 芦品信用組合、甲山信用組合、上下信用組合が合併し、両備信用組合を設立
- 1976年2月 - 福山支店開店
- 1982年10月 - 福山東支店開店
- 1984年7月 - 神辺支店開店
- 1986年7月 - 新市支店開店
- 1993年10月 - 府中東支店開店

## 事業区域[2]
広島県
- 福山市（内海町、沼隈町除く）
- 府中市
- 三次市（君田町、布野町、作木町除く）
- 庄原市（東城町、西城町、比和町、高野町、口和町除く）
- 東広島市のうち豊栄町
- 三原市のうち久井町、大和町
- 尾道市のうち御調町
- 世羅郡世羅町
- 神石高原町

## ATMについて
両備信用組合のATM・CDでは、当組合、広島県信用組合、信用組合広島商銀、備後信用組合（以上「メイプルひろしまネットサービス」によるATM･CD相互無料提携金融機関）のキャッシュカードは、平日8:45 - 18:00・土曜9:00 - 14:00の出金は手数料が無料、平日8:00 - 8:45・18:00 - 21:00の出金、土曜・休日9:00 - 19:00の出金は手数料が110円となる。
また、セブン銀行のATMでは平日8:45 - 18:00・土曜日9:00 - 14:00の入出金は手数料が無料となる。